# Phong Nikko
Phong Nikko, tên khoa học Acer maximowiczianum, là một loài thực vật có hoa trong họ Bồ hòn. Loài này được Miq. miêu tả khoa học đầu tiên năm 1867.

## Hình ảnh

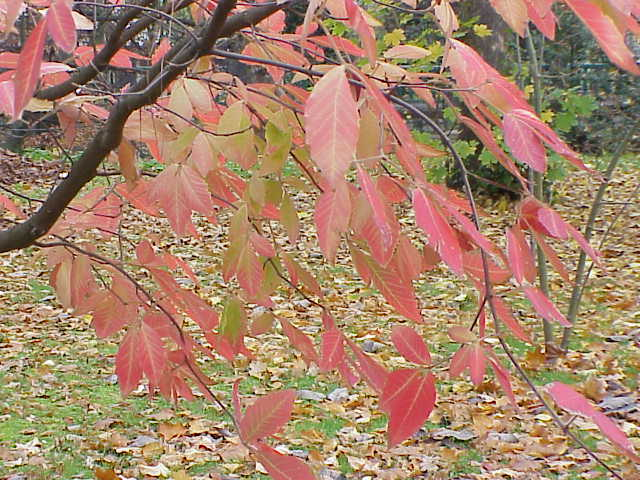
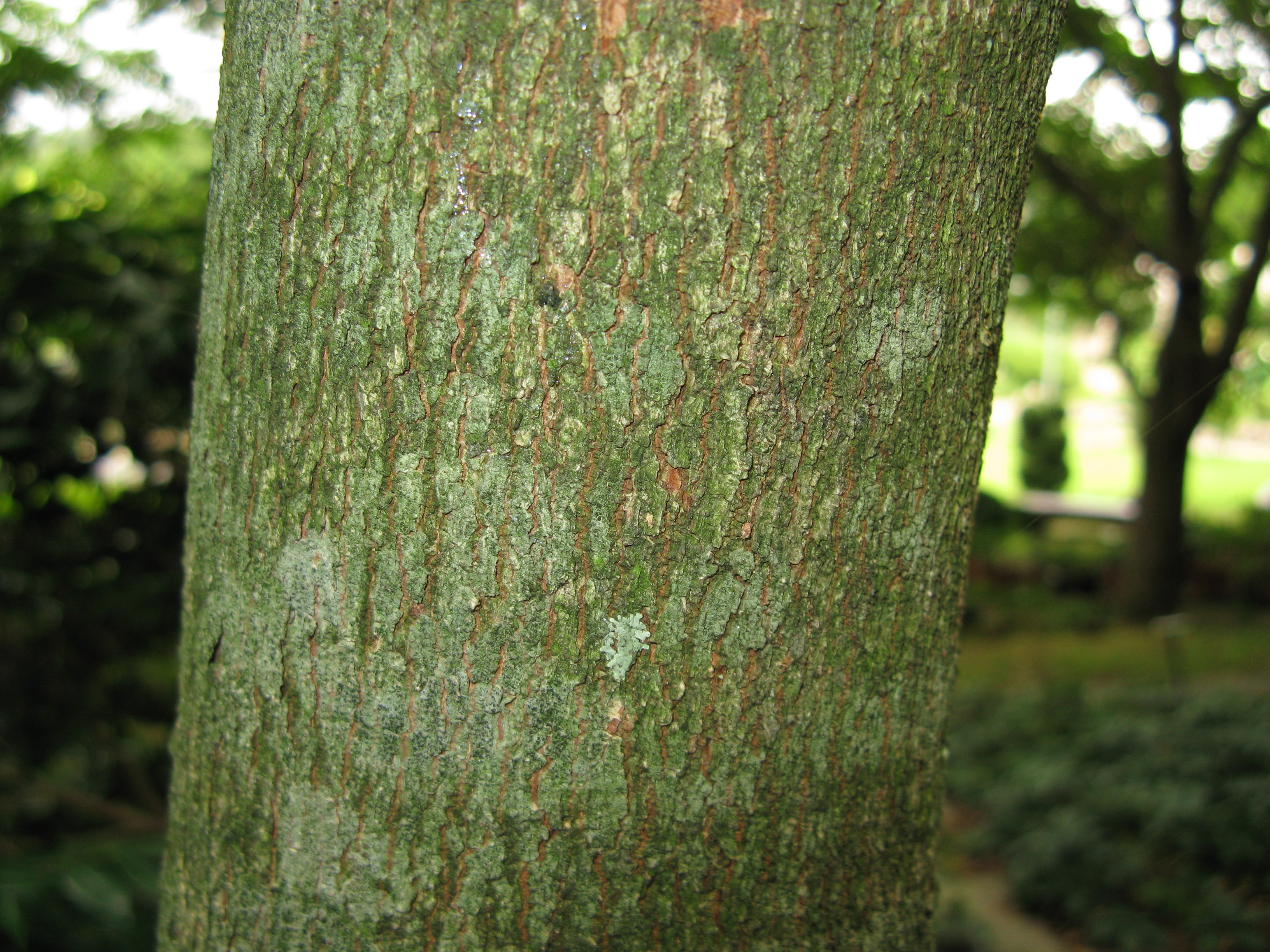
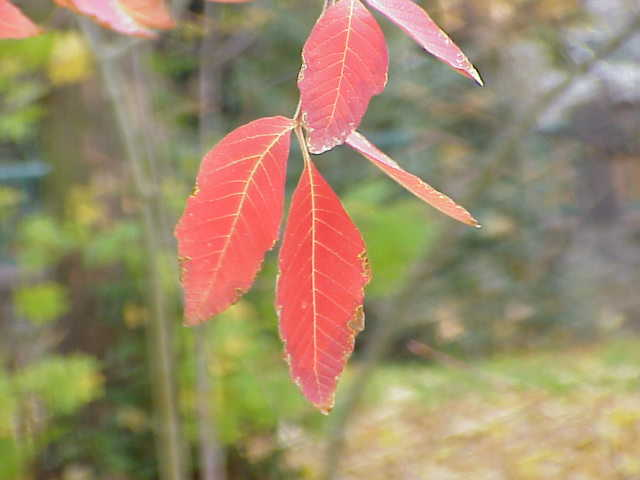
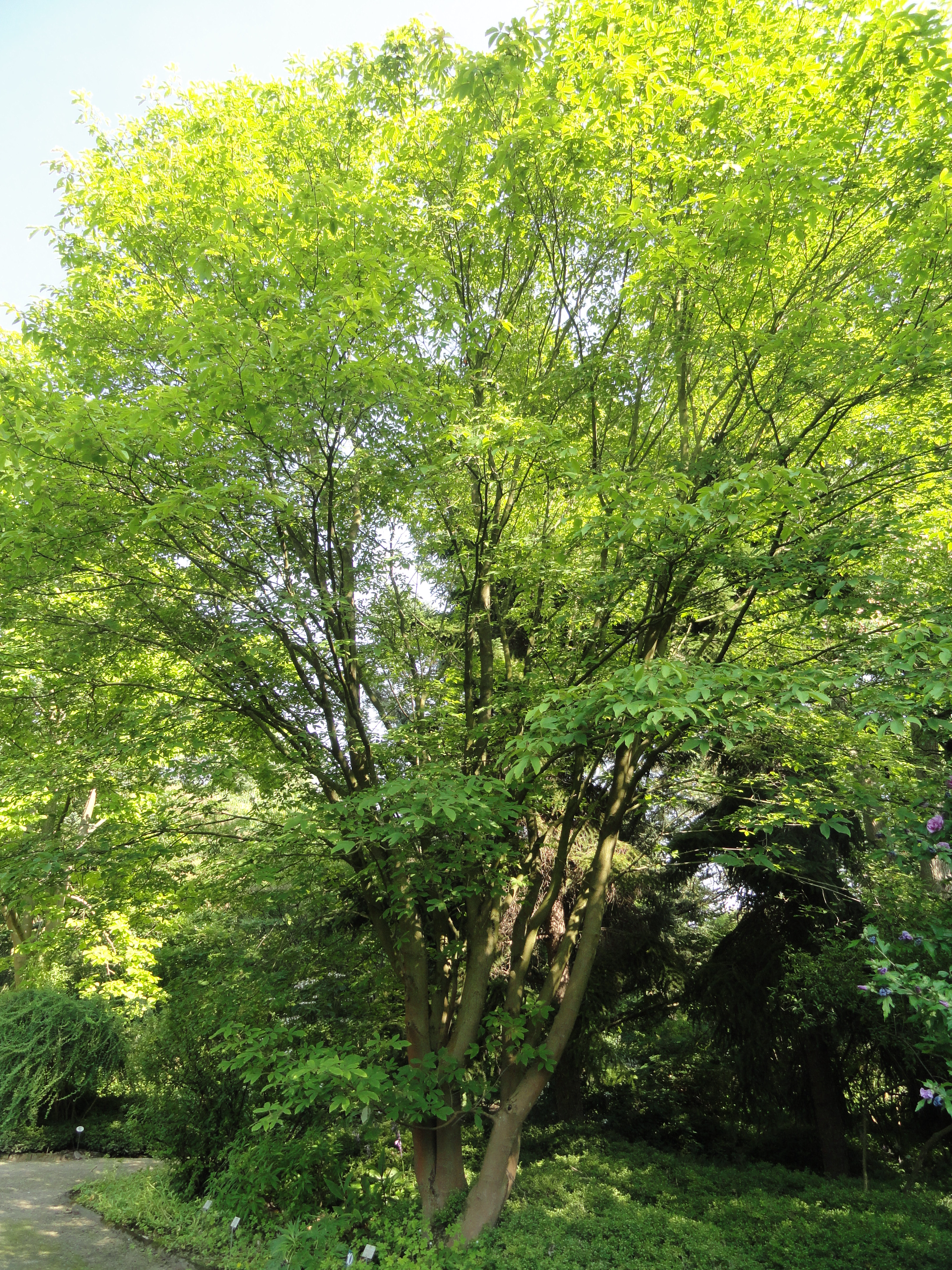